# ترمونا
تِرِمونا (آلمانی: Tremona) یکی از بخش‌های سوئیس در بخش ماندریزیو در کانتون تیچینو سوئیس بود. این بخش در ۵ آوریل ۲۰۰۹ با چند بخش دیگر ادغام شد و امروزه جزئی از ماندریزیو است.